# Rosa Fontana
Rosa Engracia Sevilla Plo (Zaragoza, 21 de enero de 1938) más comúnmente conocida como Rosa Fontana, es una actriz española.

## Biografía
Nació en el barrio aragonés del "Arrabal" y siempre llevó la interpretación en sus genes ya que su padre, Avelino Sevilla Hernández, premiado autor teatral, escribía poesías que a ella le gustaba recitar. Asistió a la Escuela de Declamación, ganó concursos recitando poesía en Radio Zaragoza, formó parte de la Compañía infantil del Teatro Principal y participó en Veladas Teatrales interpretando obras de su padre con tan solo doce años de edad. Cursó estudios de idiomas en la Academia Berlitz pero su vocación la llevó a Madrid donde hizo meritoriaje con la Compañía Lope de Vega; Damián Rabal se fijó en ella y a partir de entonces paso a llamarse Rosa Fontana, y en solo siete meses de vida profesional, empieza a formar parte de una de las más ambicionadas compañías teatrales, la de Rafael Rivelles quién sería después su pareja. Tras un parón en el que tuvo dos hijos, regresó al mundo artístico donde siguió cosechando éxitos. Volvió a casarse con el único hijo del actor Carlos Lemos, Carlos, realizador de TVE con quien tuvo una hija que continuaría la saga escénica, Esperanza Lemos. Actualmente vive retirada de los escenarios.

## Películas
- ¡Se armó el belén! (1970)
- Las melancólicas (1971)
- Black story (La historia negra de Peter P. Peter) (1971)
- Vente a Alemania, Pepe (1971)
- Hay que educar a papá (1971)
- El vikingo (1972)
- La curiosa (1973)
- Las tres perfectas casadas (1973)
- Celos, amor y Mercado Común (1973)
- Cinco almohadas para una noche (1974)
- Estimado Sr. juez... (1978)
- Crónica del alba. Valentina (1983)
- Lala (2009)

## Televisión
- El señor secretario (1969)
- Ni pobre ni rico, sino todo lo contrario (1969)
- Luna llena (1969)
- Olivia (1970)
- Diálogos de Carmelitas (1973)
- Un cochino egoista (1989)
- Hospital Central (2005-2007)
- Aquí no hay quien viva (2004)

## Teatro (selección)
- Elena Ossorio (1958)
- La feria de Cuernicabra (1958)
- La encantadora familia Bliss (1959)
- Fiesta de caridad (1959)
- Rapto (1959)
- Historia de un hombre cansado (1961)
- El abuelo Curro (1968)
- De profesión soltero (1968)
- Historia de un adulterio (1968)
- El vengador (1969)
- Domesticar a una mujer (1970)
- Todo empezó por una manzana (1971)
- Una noche en su casa, señora (1972)
- La maestra tiene clase (1972)
- Olvida los tambores (1972)
- Extraños en mi cama (1975)
- La señorita de Tacna (1982)
- La saga de los García (1987)
- El coronel (1987)
- Celos del aire (1991)
- Vuelven las pasiones (1995)
- La extraña visita (1996)
- La Trotsky (1996)